# Gravat d'ions reactius
El gravat d'ions reactius (amb acrònim anglès RIE) és una tecnologia de gravat utilitzada en la microfabricació. El RIE és un tipus de gravat en sec que té característiques diferents del gravat humit. RIE utilitza plasma químicament reactiu per eliminar el material dipositat a les oblies de semiconductor. El plasma es genera a baixa pressió (buit) per un camp electromagnètic. Els ions d'alta energia del plasma ataquen la superfície de l'oblia i reaccionen amb ella.
Un sistema RIE típic (placa paral·lela) consisteix en una cambra de buit cilíndrica, amb un plat d'oblies situat a la part inferior de la cambra. El plat d'oblies està aïllat elèctricament de la resta de la cambra. El gas entra per petites entrades a la part superior de la cambra i surt al sistema de bomba de buit per la part inferior. Els tipus i la quantitat de gas utilitzat varien segons el procés de gravat; per exemple, l'hexafluorur de sofre s'utilitza habitualment per gravar silici. La pressió del gas normalment es manté en un interval d'entre uns quants mili torr i uns quants centenars de mil·litorr ajustant el cabal de gas i/o ajustant un orifici d'escapament.
Existeixen altres tipus de sistemes RIE, inclòs el RIE de plasma acoblat inductiu (ICP). En aquest tipus de sistemes, el plasma es genera amb un camp magnètic alimentat per radiofreqüència (RF). Es poden aconseguir densitats de plasma molt elevades, tot i que els perfils de gravat solen ser més isòtrops.

Un diagrama d'una configuració RIE comuna. Un RIE consta de dos elèctrodes (1 i 4) que creen un camp elèctric (3) destinat a accelerar els ions (2) cap a la superfície de les mostres (5).

És possible una combinació de placa paral·lela i RIE de plasma acoblat inductiu. En aquest sistema, l'ICP s'utilitza com a font d'ions d'alta densitat que augmenta la velocitat de gravat, mentre que s'aplica un biaix de RF separat al substrat (oblia de silici) per crear camps elèctrics direccionals a prop del substrat per aconseguir perfils de gravat més anisotròpics.